# Fleisheim
Fleisheim là một xã trong vùng Grand Est, thuộc tỉnh Moselle, quận Sarrebourg, tổng Fénétrange. Tọa độ địa lý của xã là 48° 47' vĩ độ bắc, 07° 09' kinh độ đông. Fleisheim nằm trên độ cao trung bình là m mét trên mực nước biển, có điểm thấp nhất là 278 mét và điểm cao nhất là 334 mét. Xã có diện tích 4,11 km², dân số vào thời điểm 1999 là 124 người; mật độ dân số là 30 người/km². Xã nằm khoảng 10 km về phía đông bắc của Sarrebourg, thuộc Pháp từ năm 1766.

## Thông tin nhân khẩu
| 1962 | 1968 | 1975 | 1982 | 1990 | 1999 |
| ---- | ---- | ---- | ---- | ---- | ---- |
| 135  | 135  | 121  | 101  | 101  | 124  |